# Erythrochrus bicolor
Erythrochrus bicolor är en fjärilsart som beskrevs av Herrich-Schäffer 1858. Erythrochrus bicolor ingår i släktet Erythrochrus och familjen Hyblaeidae. Inga underarter finns listade i Catalogue of Life.